# فرودگاه کولاموتو
فرودگاه کولاموتو  (به انگلیسی: Koulamoutou Airport) یک فرودگاه همگانی با کد یاتا KOU است که یک باند فرود آسفالت دارد و طول باند آن ۱۷۸۰ متر است. این فرودگاه در کشور گابن قرار دارد و در ارتفاع ۳۲۶ متری از سطح دریا واقع شده است.